# Jean Molino
Pour les articles homonymes, voir Molino.
Jean Molino est un musicologue et linguiste français né en 1931 et mort le 22 mai 2024 à 93 ans.[réf. nécessaire]

## Biographie
Diplômé de l'École normale supérieure de la rue d'Ulm, Jean Molino a été professeur de littérature française et comparée à l'Université d'Aix-Marseille puis à Lausanne, où il est devenu professeur honoraire. Depuis 1975, il est une figure influente de la musicologie francophone, participant activement aux colloques, jurys de thèse et publications collectives.

## Contributions
Molino est l’auteur de deux ouvrages importants sur l’analyse des récits et de la poésie (Introduction à l’analyse de la poésie, en collaboration avec Joëlle Gardes-Tamine, et Homo fabulator. Théorie et analyse du récit, en collaboration avec Raphaël Lafhail-Molino), ainsi que de plus de deux cents articles portant sur la littérature française et comparée, la linguistique, l’épistémologie des sciences humaines et la sémiologie.
Mais il est connu surtout pour ses contributions à la théorie de la tripartition (poïétique-neutre-esthésique) et pour ses interventions dans l'encyclopédie Musiques. Une Encyclopédie pour le XXIe siècle de Jean-Jacques Nattiez. Son ouvrage Le Singe musicien compile ses articles, couvrant divers domaines comme la sémiologie de la musique, la sociohistoire de la musique, et l'anthropologie de l'art.

## Ouvrages
- Ce que nous appelons littérature... : Pour une théorie de l'oeuvre de langage, L'Harmattan, 2018, 420 p. (ISBN 9782343148038)
- Le Singe musicien : Sémiologie et anthropologie de la musique, Actes Sud, 2009, 496 p. (ISBN 9782742784417)
- Homo fabulator : Théorie et analyse du récit, Actes Sud, 2003, 384 p. (ISBN 9782742741076)
- Joëlle Gardes-Tamine et Jean Molino, Introduction à l'analyse de la poésie, Presses universitaires de France, 1992, 256 p. (ISBN 9782130447504)